# Микромагнетизм
Микромагнетизм — это спиновая система, в которой смешаны различные обменные взаимодействия. Это наблюдается в нескольких видах сплавов, включая сплавы Cu-Mn, Fe-Al и Ni-Mn. Охлажденные в нулевом магнитном поле, эти материалы имеют низкую остаточную и коэрцитивную силу. Охлажденные в магнитном поле, они имеют гораздо большую остаточную величину, и петля гистерезиса смещается в направлении, противоположном полю (эффект, подобный обменному смещению).